# Український математичний журнал
«Український математичний журнал» — науковий журнал, орган Інституту математики НАН України, заснований 1949 року. Журнал видається Інститутом математики НАН України, англомовна версія — видавництвом Springer під назвою Ukrainian Mathematical Journal. Журнал виходить щомісяця, кожен річний том складається з 12 номерів. Журнал видається українською та англійською мовами. 
Попередниками журналу були: «Журнал математичного циклу Всеукраїнської Академії наук» (1931—33), «Журнал Інституту математики Всеукраїнської Академії наук» (1934—38) і «Збірник праць Інституту математики АН УРСР» (1938—1948).
Український математичний журнал друкує оригінальні та оглядові високоякісні наукові статті з таких напрямків:
- алгебра і теорія чисел;
  - аналітична теорія чисел;
  - теорія представлень та її застосування в алгебраїчній геометрії та топології;
  - теорія груп, динамічні системи;
  - теорія груп, асоціативні кільця та напівкільця;
  - алгебри Лі, теорія представлень;
- геометрія, топологія і фрактали, 
  - геометрична, алгебраїчна та диференціальна топологія, динамічні системи, теорія особливостей;
  - загальна топологія, асимптотична топологія і груба геометрія, категорна топологія;
  - диференціальна геометрія, теорія Лі, теорія графів;
  - метрична і фрактальна теорії чисел, фрактальна геометрія і фрактальний аналіз, сингулярні функції і сингулярні міри, автомодельні та ніде не диференційовні функції;
- диференціальні рівняння і динамічні системи; 
  - диференціальні рівняння, функціоно-диференціальні рівняння, інтегро-диференціальні рівняння, крайові задачі, динамічні системи;
  - звичайні диференціальні рівняння, нелінійна динаміка;
  - звичайні диференціальні рівняння, різницеві рівняння;
  - функціонально-диференціальні рівняння, динамічні системи;
- математична фізика;
  - інтегровні системи, симетрії рівнянь з частинними похідними, суперсиметрія;
  - груповий аналіз диференціальних рівнянь, алгебри Лі;
  - математичні проблеми квантової теорії поля та статистичної механіки;
  - системи взаємодіючих частинок, нескінченновимірний аналіз, нелокальні кінетичні рівняння;
- обчислювальна і прикладна математика;
  - чисельний функціональний аналіз, спецфункції;
  - обчислювальна математика, чисельний функціональний аналіз;
  - теорія регуляризації, інформаційна теорія складності, обернені задачі, машинне навчання;
  - інформаційна теорія складності, некоректні задачі, аналіз  збіжності для чисельних методів;
- теорія ймовірностей і математична статистика;
  - загальна теорія випадкових процесів, стохастичний аналіз, стохастичні системи із взаємодією, стохастичні диференціальні рівняння та стохастичні диференціальні рівняння з частинними похідними, ймовірність на абстрактних просторах;
  - теорія ймовірностей, випадкові процеси;
  - стохастичні потоки, випадкові динамічні системи, Гауссівські процеси, розподіли ймовірностей на нескінченномірних просторах;
- теорія функцій;
  - теорія функцій, теорія наближень;
  - комплексний та гіперкомплексний аналіз, крайові задачі для аналітичних функцій та сингулярних інтегральних рівнянь;
  - найкращі m-членні наближення, поперечники, ентропійні числа, ентропія;
- функціональний аналіз, теорія операторів і диференціальні рівняння з частинними похідними;
  - неархімедів аналіз, дробове числення, нелокальні оператори;
  - нелінійні диференціальні рівняння з частинними похідними, нескінченновимірний аналіз;
  - звичайні диференціальні рівняння та диференціальні рівняння з частинними похідними , теорія операторів, спектральні задачі;
  - зображення операторних співвідношень, операторні алгебри.